# Chalcosyrphus quantulus
Chalcosyrphus quantulus är en tvåvingeart som beskrevs av Heikki Hippa 1985. Chalcosyrphus quantulus ingår i släktet mulmblomflugor, och familjen blomflugor. Inga underarter finns listade i Catalogue of Life.